# Bazyli Bołbas
Bazyli Bołbas (Bolbas) herbu Juńczyk – poseł na sejm pacyfikacyjny 1589 roku z województwa wołyńskiego, podpisał traktat bytomsko-będziński.